# سپاه تفنگداران دریایی پرتغال
سپاه تفنگداران دریایی پرتغال (پرتغالی: Corpo de Fuzileiro) سپاه تفنگدار دریایی زیرمجموعه نیروی دریایی پرتغال است، که در سال ۱۶۱۸ تأسیس شد.